# Sharratt
Sharratt is Brits een historisch merk van motorfietsen. 
De bedrijfsnaam was Sharratt and Company, Wolverhampton, later Sharratt Motors Ltd. en J. Sharratt & Sons, West Bromwich.
Edwin John Sharratt stond bij de volkstelling van 1871 geregistreerd als werkloze koetsier in Wolverhampton, maar hij had in 1876 de voormalige Humber fabriek in Pountney Street gekocht. Daar richtte hij samen met Edward Lisle het rijwielmerk Sharratt & Lisle op. In 1879 ging hij zijn eigen weg. In een deel van dezelfde fabriek ontstond Sharratt and Company. Later produceerde hij zijn fietsen in Carters Green, West Bromwich. 
In 1911 bouwde hij zijn eerste motorfiets. Deze had een 4½ pk motor en een drieversnellingsnaaf. Daarmee kwam voorlopig ook weer een einde aan de motorfietsproductie, maar in 1919 keerde zijn zoon Gilbert terug uit de Eerste Wereldoorlog. Die ging met zijn broer Gordon motorfietsen produceren. Deze werden samengesteld uit bestaande onderdelen en inbouwmotoren van JAP. Bij het "Model H" waren het de lichte 147 cc AZA tweetaktblokjes. Deze naam werd door JAP voor deze motorblokken gebruikt. In 1923 was er al een behoorlijk modellenaanbod van lichte en zware motorfietsen en complete zijspancombinaties, met JAP motoren van 293 cc eencilinders tot 996 cc V-twins. De lichte motorfietsjes hadden een Albion versnellingsbak, Brampton voorvork en riemaandrijving en kostten 31 Pond. Na 1924 werd het aantal modellen teruggebracht, zodat men zich meer op de kwaliteit kon concentreren. Er werden vooral nog degelijke viertakten met MAG blokken geproduceerd, maar ook nog tweetakten met Villiers motoren. In 1926 leverde men een 8 pk V-twin, een 350 cc zijklepper en een 350 cc kopklepper. In 1930 leverde men nog drie modellen, die allemaal een 346 cc JAP motor hadden (één zijklepper en twee kopkleppers). In 1931 ging de zijklepmotor uit productie, maar aan het einde van dat jaar werd de motorfietsproductie helemaal gestaakt. In totaal produceerde het merk ongeveer 100 motorfietsen. Deze werden ook in wedstrijden ingezet, zoals dirttracks en motoball (bereden door het West Bromwich Motor Cycle Football Team).
Sharratt werd hierna een bekende autodealer. 